# Maciej Rosiewicz
Maciej Rosiewicz (ur. 31 lipca 1977) – polski lekkoatleta, od 2012 reprezentujący Gruzję, specjalizujący się w chodzie sportowym. Olimpijczyk z Londynu (2012).
Zawodnik UKS 12 Kalisz (do 2011) jest siedmiokrotnym medalistą mistrzostw Polski. W 2010 został międzynarodowym mistrzem Łotwy w chodzie na 50 kilometrów, a także międzynarodowym mistrzem Austrii na tym samym dystansie.
Od 2011 jest obywatelem i reprezentantem Gruzji. Od kwietnia 2012 może reprezentować Gruzję w międzynarodowych zawodach. W barwach tego kraju wystąpił na Igrzyskach Olimpijskich w Londynie (2012), zajmując 43. miejsce w chodzie na 50 km z wynikiem 4:05:20. W 2013 ustanowił wynikiem 1:26:23 rekord Gruzji w chodzie na 20 kilometrów.

## Rekordy życiowe
- Chód na 20 kilometrów – 1:26:21 (2005)
- Chód na 50 kilometrów – 3:55:48 (2010)[2]